# Elaine Gumbs-Vlaun
Elaine Gumbs-Vlaun là một người Sint Maarten, là nhân viên xã hội đầu tiên trên đảo, và thành lập Bộ Dịch vụ Xã hội. Bà cũng là nữ nghị sĩ đầu tiên, từng phục vụ dưới thời Antilles của Hà Lan.

## Sự nghiệp
Elaine Gumbs-Vlaun thành lập bộ phận Dịch vụ xã hội Sint Maarten, đồng thời đóng vai trò là nhân viên xã hội gốc của hòn đảo. bà được bầu vào hội đồng đảo năm 1983, và tại thời điểm đó được thăng chức là người phụ nữ đầu tiên đạt được vai trò đó, mặc dù Cornelia Jones đã có trước bà ở Quần đảo Windward. Gumbs-Vlaun cũng từng là một phần của Nội các Antilles của Hà Lan. Điều này khiến bà trở thành người phụ nữ Sint Maarten đầu tiên được bầu vào quốc hội.
Gumbs-Vlaun là một trong những thành viên sáng lập của Quỹ Sức khỏe Tâm thần ở Sint Maarten năm 2000, như một phần của sáng kiến của chính phủ. Năm 2011, bà trở thành thành viên của Hội đồng Kinh tế Xã hội (SER) và được bổ nhiệm lại vào tháng 5 năm 2014. Gumbs-Vlaun đã nghỉ hưu vào năm 2015 khi đến 70 tuổi. Chủ tịch của SER, Oldine Bryson-Pantophlet, đã ca ngợi bàng việc của Gumbs-Vlaun, nói rằng bà giữ bình tĩnh mặc dù các cuộc thảo luận đôi khi nóng bỏng sẽ được tổ chức tại hội đồng.